# 1970–1971-es bajnokcsapatok Európa-kupája

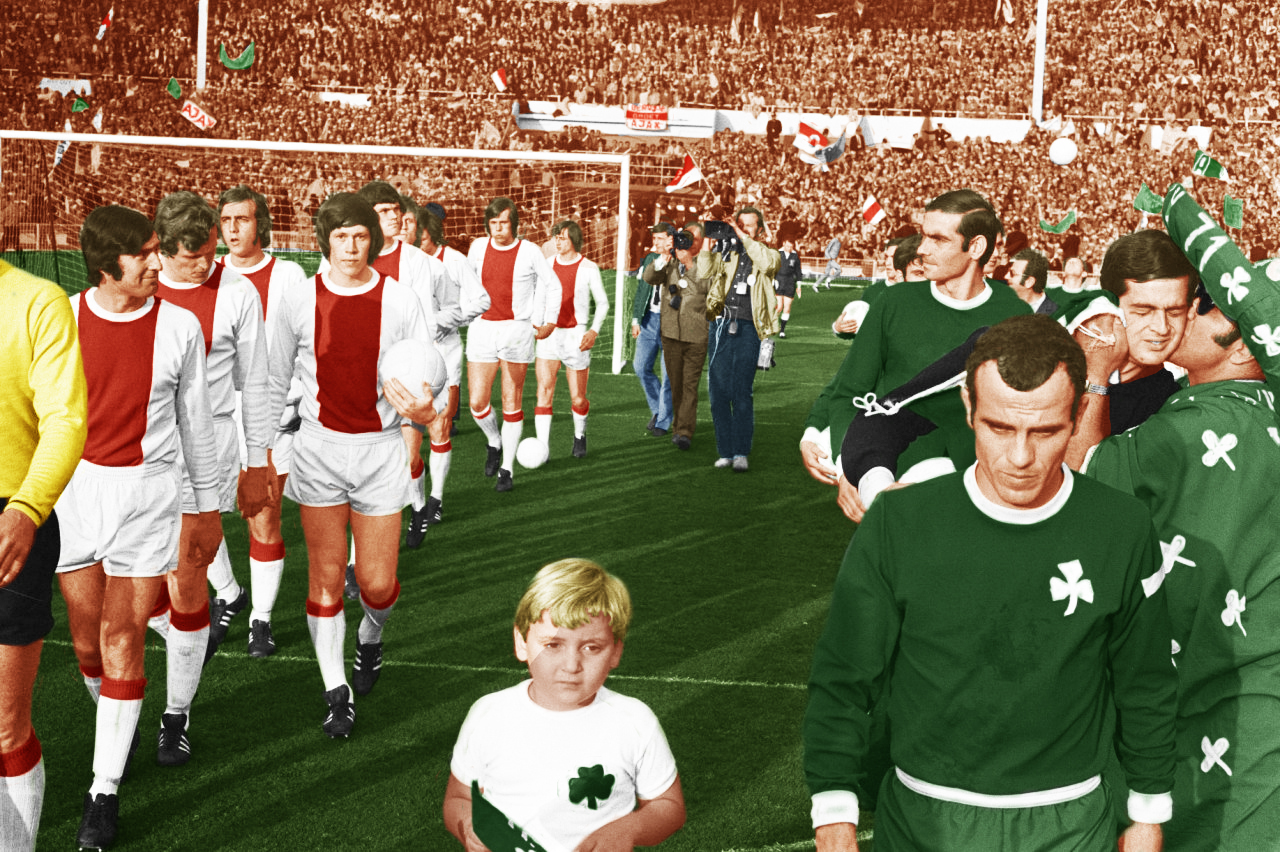
Ajax–Panathinaikósz, 1970–1971-es bajnokcsapatok Európa-kupája döntő

A bajnokcsapatok Európa-kupája 16. szezonja. Ez a szezon volt az Ajax 3 éves uralmának kezdete. A fináléban a görög Panathinaikósz együttese fogadta őket, ahol végül a hollandok 2–0-ra győztek. A görög csapat edzője Puskás Ferenc volt. Ebben az évben végleg eltörölték az érmefeldobást, és helyette tizenegyespárbajjal döntötték el a továbbjutást.

## Eredmények

### Selejtező
| 1. csapat       | Össz. | 2. csapat       | 1. mérk. | 2. mérk. |
| --------------- | ----- | --------------- | -------- | -------- |
| Levszki Szofija | 3–4   | FK Austria Wien | 3–1      | 0–3      |

### 1. forduló
| 1. csapat         | Össz. | 2. csapat          | 1. mérk. | 2. mérk. |
| ----------------- | ----- | ------------------ | -------- | -------- |
| Cagliari          | 3–1   | Saint-Étienne      | 3–0      | 0–1      |
| Atlético Madrid   | 4–1   | FK Austria Wien    | 2–0      | 2–1      |
| Rosenborg         | 0–7   | Standard Liège     | 0–2      | 0–5      |
| Göteborg          | 1–6   | Legia Warszawa     | 0–4      | 1–2      |
| 17 Nëntori Tirana | 2–4   | Ajax               | 2–2      | 0–2      |
| Szpartak Moszkva  | 4–41  | FC Basel           | 3–2      | 1–2      |
| Glentoran         | 1–4   | Waterford United   | 1–3      | 0–1      |
| Celtic FC         | 14–0  | KPV                | 9–0      | 5–0      |
| Fenerbahçe        | 0–5   | Carl Zeiss Jena    | 0–4      | 0–1      |
| Sporting CP       | 9–0   | Floriana           | 5–0      | 4–0      |
| Újpesti Dózsa     | 2–4   | Crvena Zvezda      | 2–0      | 0–4      |
| Feyenoord         | 1–12  | UTA Arad           | 1–1      | 0–0      |
| EPA Larnaca       | 0–16  | B. Mönchengladbach | 0–6      | 0–10     |
| Jeunesse Esch     | 1–7   | Panathinaikósz     | 1–2      | 0–5      |
| Slovan Bratislava | 4–3   | Boldklubben 1903   | 2–1      | 2–2      |

1Az FC Basel csapata jutott tovább, idegenben lőtt több góllal.

2Az UTA Arad csapata jutott tovább, idegenben lőtt góllal.

### 2. forduló (Nyolcaddöntő)
| 1. csapat          | Össz. | 2. csapat         | 1. mérk. | 2. mérk. |
| ------------------ | ----- | ----------------- | -------- | -------- |
| Cagliari           | 2–4   | Atlético Madrid   | 2–1      | 0–3      |
| Standard Liége     | 1–2   | Legia Warszawa    | 1–0      | 0–2      |
| Ajax               | 5–1   | FC Basel          | 3–0      | 2–1      |
| Waterford United   | 2–10  | Celtic FC         | 0–7      | 2–3      |
| Carl Zeiss Jena    | 4–2   | Sporting CP       | 2–1      | 2–1      |
| Crvena zvezda      | 6–1   | UTA Arad          | 3–0      | 3–1      |
| B. Mönchengladbach | 2–21  | Everton           | 1–1      | 1–1      |
| Panathinaikósz     | 4–2   | Slovan Bratislava | 3–0      | 1–2      |

1Az Everton csapata jutott tovább tizenegyesekkel (4–3).

### Negyeddöntő
| 1. csapat       | Össz. | 2. csapat      | 1. mérk. | 2. mérk. |
| --------------- | ----- | -------------- | -------- | -------- |
| Atlético Madrid | 2–21  | Legia Warszawa | 1–0      | 1–2      |
| Ajax            | 3–1   | Celtic FC      | 3–0      | 0–1      |
| Carl Zeiss Jena | 3–6   | Crvena Zvezda  | 3–2      | 0–4      |
| Everton         | 1–12  | Panathinaikósz | 1–1      | 0–0      |

1Az Atlético Madrid csapata jutott tovább, idegenben lőtt több góllal.

2A Panathinaikósz csapata jutott tovább, idegenben lőtt góllal.

### Elődöntő
| 1. csapat       | Össz. | 2. csapat      | 1. mérk. | 2. mérk. |
| --------------- | ----- | -------------- | -------- | -------- |
| Atlético Madrid | 1–3   | Ajax           | 1–0      | 0–3      |
| Crvena Zvezda   | 4–41  | Panathinaikósz | 4–1      | 0–3      |

1A Panathinaikósz csapata jutott tovább, idegenben lőtt több góllal.

### Döntő
| 1971. június 2. | Ajax                 | 2–0   | Panathinaikósz | Wembley stadion (London) Nézőszám: 83,179 v.: Taylor (Anglia) |
| 1971. június 2. | van Dijk 5' Haan 87' | (1–0) |                | Wembley stadion (London) Nézőszám: 83,179 v.: Taylor (Anglia) |

| Az 1970–71-es bajnokcsapatok Európa-kupájának győztese |
| Ajax 1. cím                                            |
| ← 1969–70 Feyenoord                                    |
| Ajax 1971–72 →                                         |